# 因島市
因島市（日语：／ Innoshima shi */?）是過去位于廣島縣東南部沿海的一市，轄區包括因島、細島、小細島以及生口島的部分地區，主要市區位於因島上；已於2006年1月10日與隣接的豐田郡瀨戶田町一并編入尾道市。
過去的產業以柑橘、驅蟲用菊花養殖以及造船業為主。

## 歷史

### 年表
- 1889年4月1日：實施町村制，廢除前最後的轄區在當時分屬：
  - 御調郡：大濱村、重井村、田熊村、中庄村、土生村、三浦村、三庄村。
  - 豐田郡：東生口村。
- 1918年1月1日：土生村改制為土生町。
- 1921年6月1日：三庄村改制為三庄町。
- 1948年5月3日：三浦村被廢除，轄區分別被併入三庄町和中庄村。
- 1949年4月1日：田熊村改制為田熊町。
- 1953年5月1日：田熊町、土生町、三庄町、大濱村、重井村、中庄村、東生口村合併為因島市。
- 2006年1月10日：因島市和瀨戶田町被併入尾道市。[1]

### 變遷表
| 1889年4月1日 | 1889年 - 1926年     | 1926年 - 1954年         | 1926年 - 1954年           | 1955年 - 1989年           | 1989年 - 現在            | 現在   |
| ------------ | ------------------- | ----------------------- | ------------------------- | ------------------------- | ------------------------ | ------ |
| 中庄村       | 中庄村              | 中庄村                  | 1953年5月1日 合併為因島市 | 1953年5月1日 合併為因島市 | 2006年1月10日 併入尾道市 | 尾道市 |
| 三浦村       | 三浦村              | 1948年5月3日 併入中庄村 | 1953年5月1日 合併為因島市 | 1953年5月1日 合併為因島市 | 2006年1月10日 併入尾道市 | 尾道市 |
| 三浦村       | 三浦村              | 1948年5月3日 併入三庄村 | 1953年5月1日 合併為因島市 | 1953年5月1日 合併為因島市 | 2006年1月10日 併入尾道市 | 尾道市 |
| 三庄村       | 1921年6月1日 三庄町 | 1921年6月1日 三庄町     | 1953年5月1日 合併為因島市 | 1953年5月1日 合併為因島市 | 2006年1月10日 併入尾道市 | 尾道市 |
| 田熊村       | 田熊村              | 1949年4月1日 田熊町     | 1953年5月1日 合併為因島市 | 1953年5月1日 合併為因島市 | 2006年1月10日 併入尾道市 | 尾道市 |
| 土生村       | 1918年1月1日 土生町 | 1918年1月1日 土生町     | 1953年5月1日 合併為因島市 | 1953年5月1日 合併為因島市 | 2006年1月10日 併入尾道市 | 尾道市 |
| 大濱村       |                     |                         | 1953年5月1日 合併為因島市 | 1953年5月1日 合併為因島市 | 2006年1月10日 併入尾道市 | 尾道市 |
| 重井村       |                     |                         | 1953年5月1日 合併為因島市 | 1953年5月1日 合併為因島市 | 2006年1月10日 併入尾道市 | 尾道市 |
| 東生口村     |                     |                         | 1953年5月1日 合併為因島市 | 1953年5月1日 合併為因島市 | 2006年1月10日 併入尾道市 | 尾道市 |

## 交通
轄區內無鐵路通過，需至位於尾道市的尾道車站或新尾道車站轉乘巴士。

### 道路
高速道路
- 西瀨戶自動車道：大濱休息區 - 因島北交流道 - 因島南交流道 - 生口島北交流道

### 渡輪
- 土生商船：因島 -　三原
- 瀨戶田運航：瀨戶田 - 因島 - 尾道
- 瀨戶內巡航：弓削島 - 因島 - 尾道
- 藝予觀光渡輪：因島 - 生名島 - 弓削島 - 佐島 - 伯方島 - 大島 - 今治
- 弓削汽船：因島 - 生名島・佐島 - 弓削島
- 家老渡渡輪汽船：因島 - 弓削島
- 三光汽船：
  - 因島 - 生口島
  - 因島 - 生口島 - 岩城島
- 長江渡輪：因島 - 岩城島
- 因島市：因島 - 細島

## 教育

### 高等學校
- 廣島縣立因島高等學校

## 本地出身之名人
- 大場謙吉：關西大學生物力學教授
- 本因坊秀策：圍棋棋士，第14世本因坊跡目
- 宮地政司：天文學者，前東京天文台長
- 東智鶴：女演員
- 因島UFO：音樂人
- 色情塗鴉：流行樂團；成員均為因島出身
- 須山浩繼：記者
- 田窪一世：演員
- 坂東香菜子：將棋棋士
- 村上弘：政治家，前日本共產黨委員長
- 湊佳苗：小説家
- 村上正泰：評論家
- 寺西重郎：前一橋大學副校長
- 寺西正司：前UFJ銀行負責人，前全國銀行協會會長
- 宮地傳三郎：生態學者，前日本猴中心所長
- 吉原英雄：畫家，版畫家